# Luce inattinica

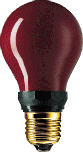
Esempio di luce inattinica

La luce inattinica, o luce di sicurezza, è un particolare dispositivo di illuminazione utilizzato in fotografia. 

## Caratteristiche
Questa luce può essere rossa o giallo-verde e si utilizza in camera oscura per la stampa (si parla di stampa chimica, diversa dai moderni processi digitali). La sua luce, infatti, non incide sul materiale fotosensibile (tranne le pellicole, che vengono danneggiate anche dalle luci inattiniche). La luce giallo-verde si utilizza soprattutto durante la stampa a colori, mentre quella rossa per le stampe ortocromatiche in bianco e nero.
In origine, le pellicole bianconero erano ortocromatiche (cioè insensibili alla luce rossa), quindi potevano essere maneggiate in luce inattinica rossa; attualmente, la maggior parte delle pellicole bianconero sono pancromatiche (cioè sensibili a qualsiasi tipo di luce, ciò spiega il suffisso pan dei nomi delle pellicole bianconero attuali), quindi vanno maneggiate nell'oscurità totale durante le fasi dello sviluppo.